# Macaronèsia
La Macaronèsia és una regió biogeogràfica formada pels arxipèlags de l'Atlàntic central. De nord a sud són:
- Illes Açores,
- Arxipèlag de Madeira,
- Illes Salvatges,
- Illes Canàries,
- Cap Verd.

El nom prové del grec antic μακάρων νῆσοι, makárôn nễsoi o 'illes Afortunades', terme ja usat pels geògrafs grecs per a anomenar les illes a l'oest de l'estret de Gibraltar. Macaronèsia és un cultisme creat pel botànic Philip Barker Webb durant els anys 1835 a 1850, quan va publicar L'Histoire naturelle des îles Canaries.
La Macaronèsia europea forma l'euroregió Açores-Madeira-Canàries. Les inicials dels tres arxipèlags coincideixen amb les tres primeres lletres de Macaronèsia. A aquestes illes s'afegeix l'anomenat enclavament macaronèsic africà, una zona de la costa africana situada aproximadament entre les Canàries i Cap Verd. És a dir, entre la costa del Sàhara Occidental i el riu Gàmbia, aproximadament, que comparteix algunes de les espècies endèmiques dels arxipèlags macaronèsics.
Les illes són d'origen volcànic i tenen característiques naturals comunes: botàniques, zoològiques, geològiques i climàtiques. Un element distintiu és com s'anomena en aquestes illes i arxipèlags les plataformes de lava guanyades a la mar: 'fajã' en portuguès i 'fajana' en espanyol (en ambdós casos amb etimologia incerta), que és el nom que reben aquestes plataformes guanyades a la mar per les colades de lava, i que a voltes formen part de la denominació d'indrets locals, com per exemple "Playa Fajana" a Tenerife o Fajã da Caldeira Santo Cristo a São Jorge (Açores).
El clima és subtropical, i mediterrani amb més presència de pluges a les Açores i Madeira.

## Flora macaronèsica

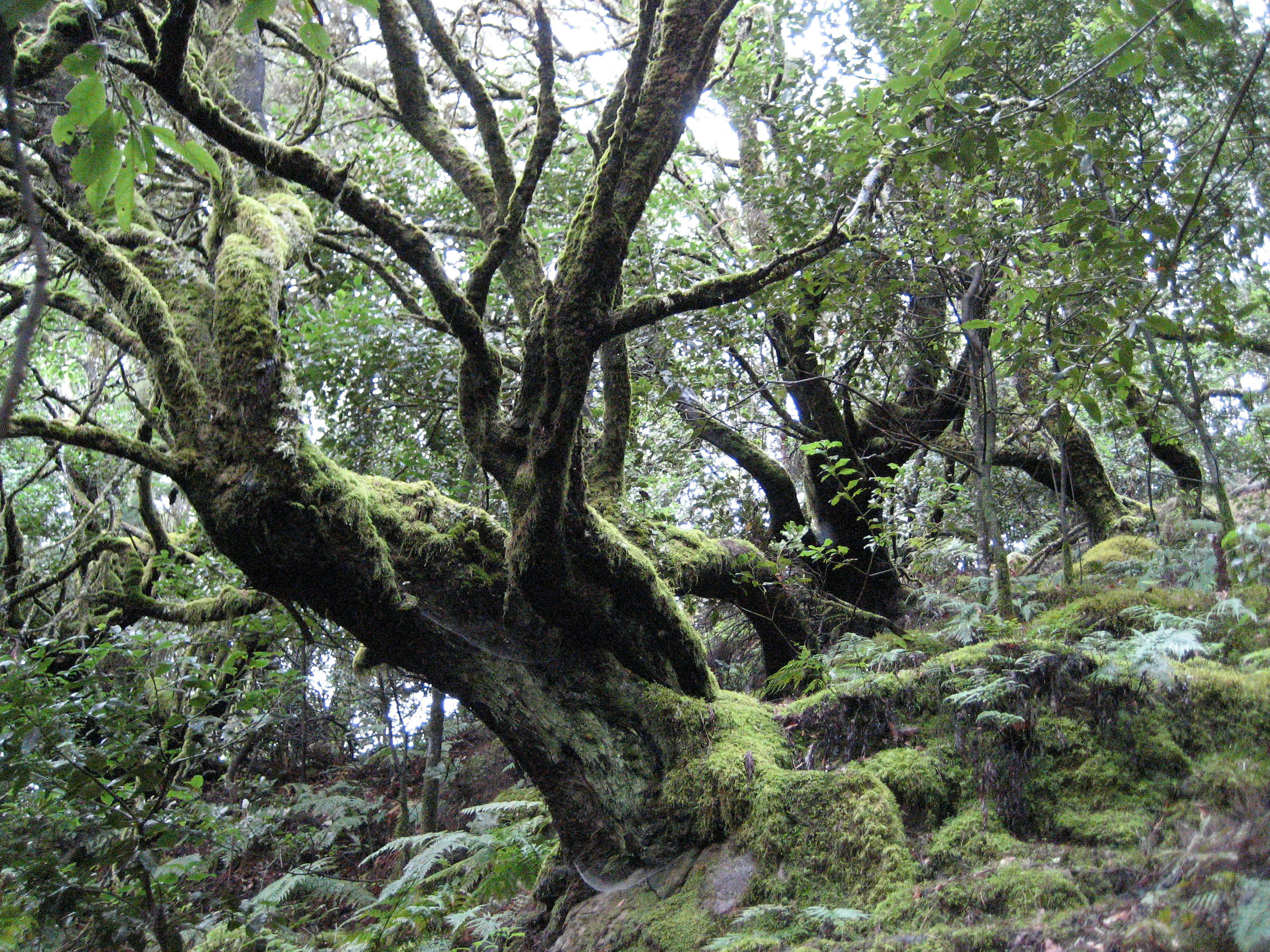
Laurisilva al parc nacional de Garajonay, a les Canàries

Cap de les illes no va ser mai part dels continents, i les espècies vegetals van haver de seguir una llarga ruta per arribar-hi.
Hi destaca la laurisilva, boscos de la família lauràcia de l'era terciària que, abans de la glaciació, cobrien la zona mediterrània. A les illes macaronèsiques, havien arribat a estendre's entre els 400 i els 1.200 m d'altitud (però no a les Canàries orientals ni a Cap Verd, perquè són massa seques). La tala de boscos per a obtenir fusta i terres cultivables n'ha reduït l'extensió. La laurisilva de Madeira està classificada com a Patrimoni de la Humanitat per la UNESCO. La laurisilva també és present en els parcs nacionals de Canàries.
Havien format part de la vegetació mediterrània antiga (abans de les glaciacions) arbres que ara es troben a la laurisilva de la regió macaronèsica dels gèneres Apollonias, Clethra, Dracaena (Ruscaceae), Ocotea, Persea i Picconia.